# Łobez Wąskotorowy
Łobez Wąskotorowy – nieczynna wąskotorowa stacja kolejowa w Łobzie, w województwie zachodniopomorskim, w Polsce.

## Galeria

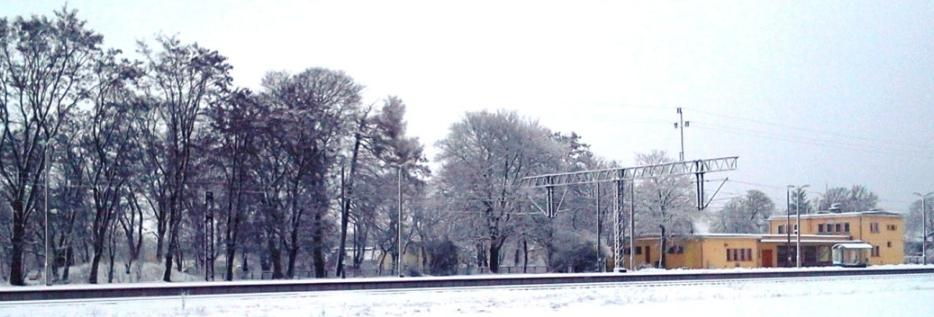
Panorama dworca kolejowego od strony torowiska. Na lewo od dworca był peron i bocznica wąskotorowej.
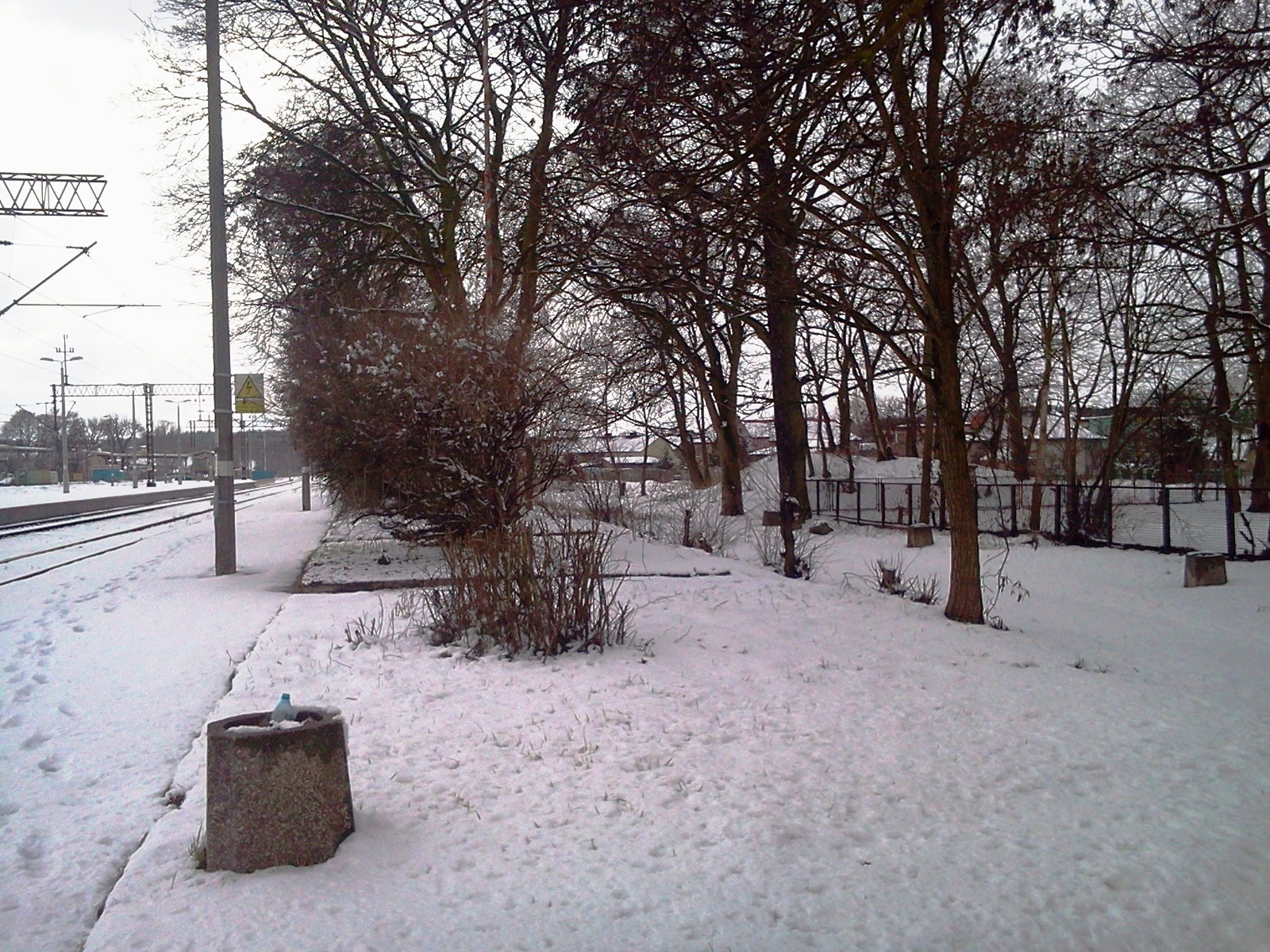
Łobez Wąskotorowy - stan obecny. W głębi widoczny schron.
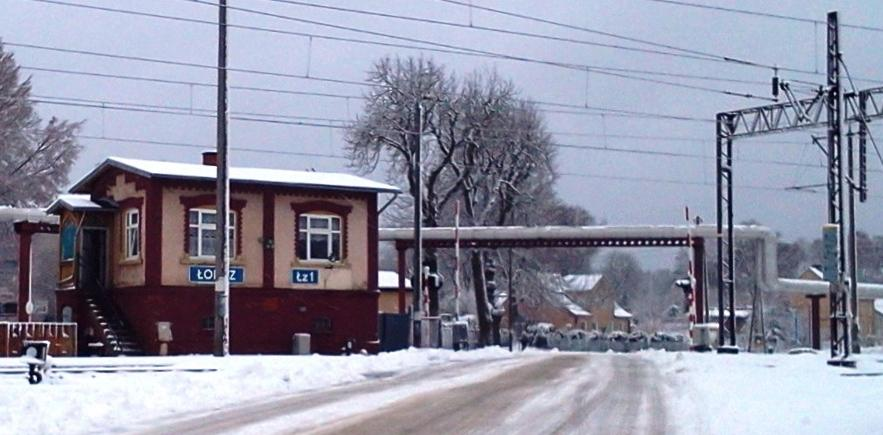
Nastawnia prawa zamykająca przejazd kolejowy dla wąskotorowej.
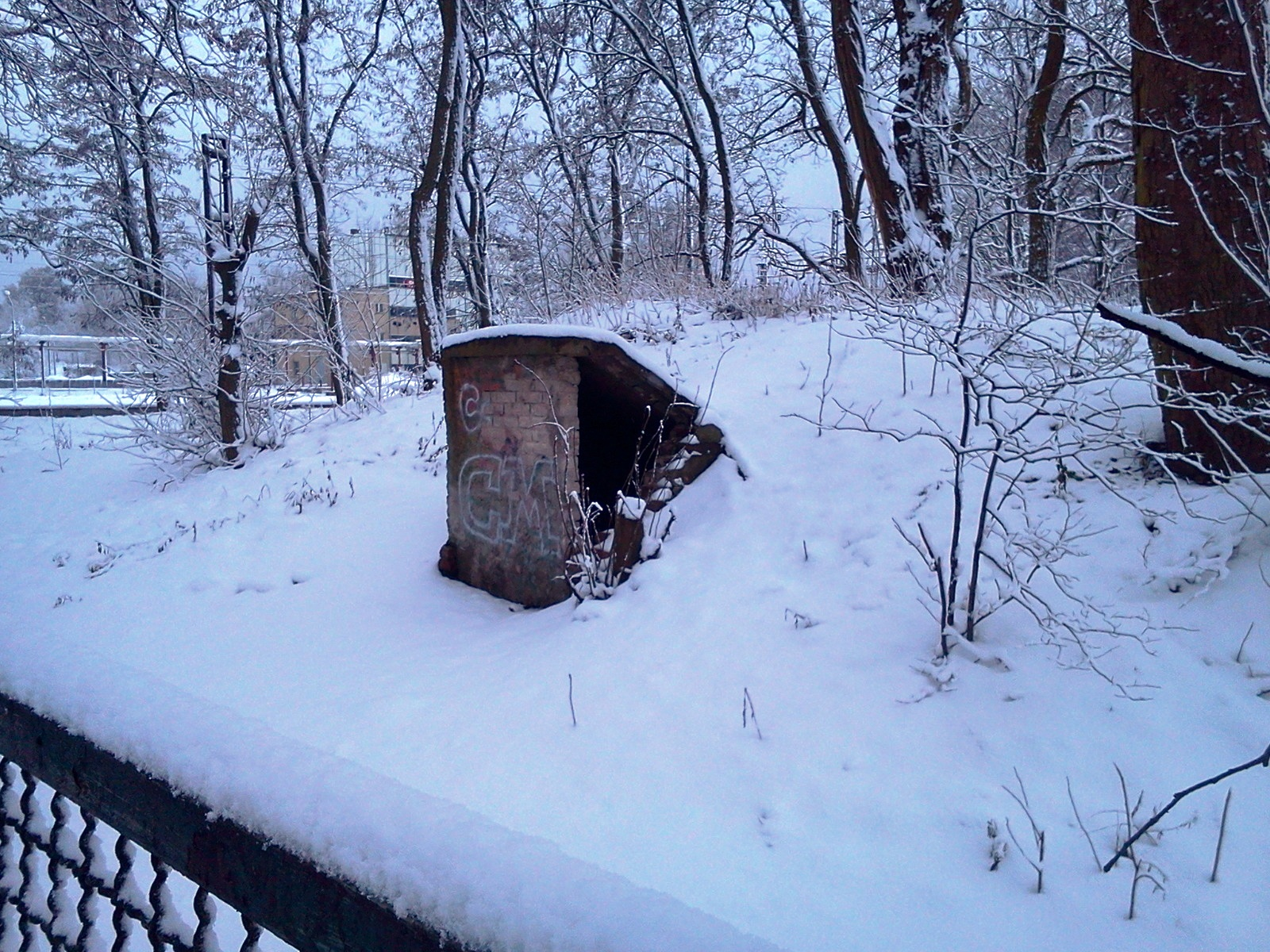
Schron obok dworca PKP.
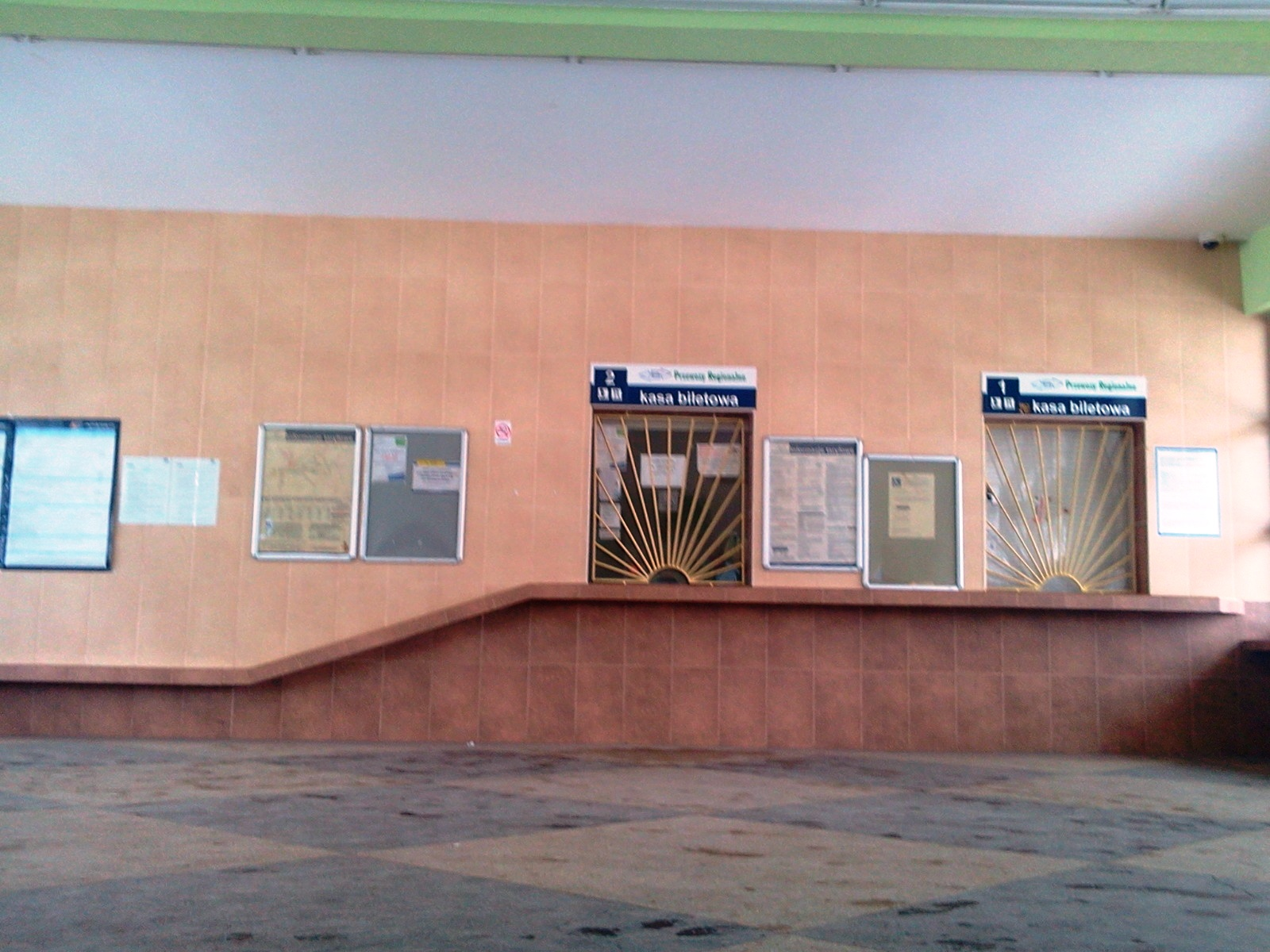
Kasy biletowe na dworcu PKP. Tu kupowano bilety na wąskotorową.